# Dreiband-Europameisterschaft 2006

Logo CEB (ausrichtender Verband)

Veranstaltungsort: Antalya

Die Dreiband-Europameisterschaft 2006 war das 63. Turnier in dieser Disziplin des Karambolagebillards und fand vom 10. bis zum 14. Mai 2006 in Antalya statt. Es war die dritte Dreiband-EM innerhalb von vier Jahren in der Türkei.

## Geschichte
Laut CEB Statut findet eine Europameisterschaft mit 32 Teilnehmern statt. Dennoch durfte der Israeli Shai Eisenberg an dieser EM teilnehmen. Es wurden aber nicht alle Ergebnisse gegen ihn gewertet. Er belegte am Ende aber abgeschlagen den 33. und damit letzten Platz. Favorit bei der Heim-EM war im Vorfeld der Lokalmatador Semih Saygıner. In der Gruppenphase zeigte er auch seine Klasse mit dem Gruppensieg und einem hervorragenden GD von 2,571. Aber auch der Belgier Frédéric Caudron zeigte starke Form. Etwas unerwartet sicherte sich der deutsche Meister Jens Eggers den Gruppensieg vor dem starken Belgier Eddy Merckx. Er scheiterte erst im Viertelfinale, in dem sich alle Favoriten durchsetzten, gegen Semih Saygıner. Im Finale trafen die beiden besten Akteure dieser EM aufeinander. Hier zeigte Frédéric Caudron seine Kämpferqualitäten. Nach 0:2 Satzrückstand konnte er die nächsten drei Sätze gewinnen und wurde nach 2002 zum zweiten Mal Dreiband-Europameister.

## Modus
Gespielt wurde das Turnier mit 32 Teilnehmern. In den Gruppenspielen wurde auf zwei Gewinnsätze à 15 Points gespielt. Ab dem Achtelfinale ging es um drei Gewinnsätze pro Spiel. Platz drei wurde nicht mehr ausgespielt.

## Gruppenphase
| MP    | Match Points (Sieger = 2; Unentschieden = 1; Verlierer = 0) |
| Pkte. | Erzielte Karambolagen                                       |
| Aufn. | Benötigte Versuche                                          |
| GD    | Generaldurchschnitt                                         |
| BED   | Bester Einzeldurchschnitt eines Spielers                    |
| HS    | Höchstserie                                                 |
|       | Bester GD des Turniers                                      |
|       | Bester ED des Turniers                                      |
|       | Beste HS des Turniers                                       |
|       | 1. Platz (Gold)                                             |
|       | 2. Platz (Silber)                                           |
|       | 3. Platz (Bronze)                                           |

| Abschlusstabelle Gruppe A | Abschlusstabelle Gruppe A | Abschlusstabelle Gruppe A | Abschlusstabelle Gruppe A | Abschlusstabelle Gruppe A | Abschlusstabelle Gruppe A | Abschlusstabelle Gruppe A | Abschlusstabelle Gruppe A | Abschlusstabelle Gruppe A |
| Platz                     | Name                      | MP                        | SV                        | Pkt.                      | Aufn.                     | GD                        | BED                       | HS                        |
| ------------------------- | ------------------------- | ------------------------- | ------------------------- | ------------------------- | ------------------------- | ------------------------- | ------------------------- | ------------------------- |
| 1                         | Jérémy Bury               | 8                         | 8:1                       | 129                       | 80                        | 1,612                     | 1,764                     | 7                         |
| 2                         | Kos. Papakonstantinou     | 6                         | 7:3                       | 127                       | 106                       | 1,198                     | 1,764                     | 8                         |
| 3                         | Torbjörn Blomdahl         | 4                         | 5:4                       | 113                       | 99                        | 1,141                     | 1,153                     | 8                         |
| 4                         | Balázs Léb                | 2                         | 2:6                       | 78                        | 108                       | 0,722                     | 0,588                     | 6                         |
| 5                         | Shai Eisenberg            | 0                         | 0:8                       | 37                        | 123                       | 0,300                     | –                         | 3                         |

| Abschlusstabelle Gruppe B | Abschlusstabelle Gruppe B | Abschlusstabelle Gruppe B | Abschlusstabelle Gruppe B | Abschlusstabelle Gruppe B | Abschlusstabelle Gruppe B | Abschlusstabelle Gruppe B | Abschlusstabelle Gruppe B | Abschlusstabelle Gruppe B |
| Platz                     | Name                      | MP                        | SV                        | Pkt.                      | Aufn.                     | GD                        | BED                       | HS                        |
| ------------------------- | ------------------------- | ------------------------- | ------------------------- | ------------------------- | ------------------------- | ------------------------- | ------------------------- | ------------------------- |
| 1                         | Frédéric Caudron          | 6                         | 6:2                       | 99                        | 42                        | 2,357                     | 2,533                     | 9                         |
| 2                         | Carlos Crespo             | 4                         | 5:2                       | 81                        | 64                        | 1,265                     | 1,500                     | 7                         |
| 3                         | Yilmaz Özcan              | 2                         | 2:4                       | 69                        | 51                        | 1,352                     | 2,000                     | 7                         |
| 4                         | Tayfun Taşdemir           | 0                         | 1:6                       | 64                        | 52                        | 1,230                     | –                         | 8                         |

| Abschlusstabelle Gruppe C | Abschlusstabelle Gruppe C | Abschlusstabelle Gruppe C | Abschlusstabelle Gruppe C | Abschlusstabelle Gruppe C | Abschlusstabelle Gruppe C | Abschlusstabelle Gruppe C | Abschlusstabelle Gruppe C | Abschlusstabelle Gruppe C |
| Platz                     | Name                      | MP                        | SV                        | Pkt.                      | Aufn.                     | GD                        | BED                       | HS                        |
| ------------------------- | ------------------------- | ------------------------- | ------------------------- | ------------------------- | ------------------------- | ------------------------- | ------------------------- | ------------------------- |
| 1                         | Daniel Sánchez            | 6                         | 6:1                       | 99                        | 51                        | 1,941                     | 2,307                     | 10                        |
| 2                         | Eddy Leppens              | 4                         | 5:2                       | 91                        | 51                        | 1,784                     | 2,307                     | 8                         |
| 3                         | Jean Paul de Bruijn       | 2                         | 2:4                       | 59                        | 53                        | 1,113                     | 1,111                     | 7                         |
| 4                         | Nalle Olsson              | 0                         | 0:6                       | 42                        | 52                        | 0,807                     | –                         | 5                         |

| Abschlusstabelle Gruppe D | Abschlusstabelle Gruppe D | Abschlusstabelle Gruppe D | Abschlusstabelle Gruppe D | Abschlusstabelle Gruppe D | Abschlusstabelle Gruppe D | Abschlusstabelle Gruppe D | Abschlusstabelle Gruppe D | Abschlusstabelle Gruppe D |
| Platz                     | Name                      | MP                        | SV                        | Pkt.                      | Aufn.                     | GD                        | BED                       | HS                        |
| ------------------------- | ------------------------- | ------------------------- | ------------------------- | ------------------------- | ------------------------- | ------------------------- | ------------------------- | ------------------------- |
| 1                         | Semih Saygıner            | 6                         | 6:0                       | 90                        | 35                        | 2,571                     | 2,727                     | 11                        |
| 2                         | Dick Jaspers              | 4                         | 4:2                       | 81                        | 38                        | 2,131                     | 2,500                     | 8                         |
| 3                         | Ihab El Messery           | 2                         | 2:5                       | 55                        | 56                        | 0,982                     | 1,029                     | 6                         |
| 4                         | Antonio Oddo              | 0                         | 1:6                       | 59                        | 57                        | 1,035                     | –                         | 5                         |

| Abschlusstabelle Gruppe E | Abschlusstabelle Gruppe E | Abschlusstabelle Gruppe E | Abschlusstabelle Gruppe E | Abschlusstabelle Gruppe E | Abschlusstabelle Gruppe E | Abschlusstabelle Gruppe E | Abschlusstabelle Gruppe E | Abschlusstabelle Gruppe E |
| Platz                     | Name                      | MP                        | SV                        | Pkt.                      | Aufn.                     | GD                        | BED                       | HS                        |
| ------------------------- | ------------------------- | ------------------------- | ------------------------- | ------------------------- | ------------------------- | ------------------------- | ------------------------- | ------------------------- |
| 1                         | Jean van Erp              | 6                         | 6:0                       | 90                        | 64                        | 1,406                     | 1,875                     | 8                         |
| 2                         | Marco Zanetti             | 4                         | 4:3                       | 92                        | 63                        | 1,460                     | 2,055                     | 6                         |
| 3                         | Dion Nelin                | 2                         | 3:5                       | 81                        | 66                        | 1,227                     | 1,321                     | 9                         |
| 4                         | Tonny Carlsen             | 0                         | 1:6                       | 53                        | 62                        | 0,854                     | 1,052                     | 9                         |

| Abschlusstabelle Gruppe F | Abschlusstabelle Gruppe F | Abschlusstabelle Gruppe F | Abschlusstabelle Gruppe F | Abschlusstabelle Gruppe F | Abschlusstabelle Gruppe F | Abschlusstabelle Gruppe F | Abschlusstabelle Gruppe F | Abschlusstabelle Gruppe F |
| Platz                     | Name                      | MP                        | SV                        | Pkt.                      | Aufn.                     | GD                        | BED                       | HS                        |
| ------------------------- | ------------------------- | ------------------------- | ------------------------- | ------------------------- | ------------------------- | ------------------------- | ------------------------- | ------------------------- |
| 1                         | Brian Knudsen             | 6                         | 6:0                       | 90                        | 53                        | 1,698                     | 3,750                     | 15                        |
| 2                         | Michael Nilsson           | 4                         | 4:4                       | 95                        | 82                        | 1,158                     | 1,684                     | 11                        |
| 3                         | Adnan Yüksel              | 2                         | 3:5                       | 77                        | 48                        | 1,604                     | 1,869                     | 11                        |
| 4                         | Paulo Andrade             | 0                         | 2:6                       | 68                        | 91                        | 0,747                     | –                         | 6                         |

| Abschlusstabelle Gruppe G | Abschlusstabelle Gruppe G | Abschlusstabelle Gruppe G | Abschlusstabelle Gruppe G | Abschlusstabelle Gruppe G | Abschlusstabelle Gruppe G | Abschlusstabelle Gruppe G | Abschlusstabelle Gruppe G | Abschlusstabelle Gruppe G |
| Platz                     | Name                      | MP                        | SV                        | Pkt.                      | Aufn.                     | GD                        | BED                       | HS                        |
| ------------------------- | ------------------------- | ------------------------- | ------------------------- | ------------------------- | ------------------------- | ------------------------- | ------------------------- | ------------------------- |
| 1                         | Filipos Kasidokostas      | 6                         | 6:1                       | 96                        | 64                        | 1,500                     | 2,000                     | 9                         |
| 2                         | Ivo Gazdos                | 4                         | 4:2                       | 86                        | 76                        | 1,131                     | 1,250                     | 7                         |
| 3                         | Murat Naci Çoklu          | 2                         | 3:5                       | 92                        | 88                        | 1,045                     | 1,000                     | 8                         |
| 4                         | Ramon Hamm                | 0                         | 1:6                       | 58                        | 85                        | 0,682                     | –                         | 6                         |

| Abschlusstabelle Gruppe H | Abschlusstabelle Gruppe H | Abschlusstabelle Gruppe H | Abschlusstabelle Gruppe H | Abschlusstabelle Gruppe H | Abschlusstabelle Gruppe H | Abschlusstabelle Gruppe H | Abschlusstabelle Gruppe H | Abschlusstabelle Gruppe H |
| Platz                     | Name                      | MP                        | SV                        | Pkt.                      | Aufn.                     | GD                        | BED                       | HS                        |
| ------------------------- | ------------------------- | ------------------------- | ------------------------- | ------------------------- | ------------------------- | ------------------------- | ------------------------- | ------------------------- |
| 1                         | Jens Eggers               | 6                         | 6:2                       | 103                       | 91                        | 1,131                     | 1,250                     | 5                         |
| 2                         | Eddy Merckx               | 4                         | 5:3                       | 101                       | 67                        | 1,507                     | 2,055                     | 7                         |
| 3                         | Nikos Polychronopoulos    | 2                         | 3:4                       | 86                        | 60                        | 1,433                     | 1,500                     | 8                         |
| 4                         | Andreas Kronlachner       | 0                         | 1:6                       | 73                        | 73                        | 1,000                     | –                         | 6                         |

## Finalrunde
Im Folgenden ist der Turnierbaum der Finalrunde aufgelistet. Legende: SP/Pkte/Aufn/HS
|  | Achtelfinale            | Achtelfinale |                  |                  | Viertelfinale  | Viertelfinale |  |  | Halbfinale | Halbfinale |  |  | Finale | Finale |
|  |                         |              |                  |                  |                |               |  |  |            |            |  |  |        |        |
|  |                         |              |                  |                  |                |               |  |  |            |            |  |  |        |        |
|  | Kostas Papakonstantinou | 1/46/35/9    |                  |                  |                |               |  |  |            |            |  |  |        |        |
|  | Daniel Sánchez          | 3/59/37/8    |                  |                  |                |               |  |  |            |            |  |  |        |        |
|  | Daniel Sánchez          | 3/59/37/8    | Daniel Sánchez   | 3/64/30/11       |                |               |  |  |            |            |  |  |        |        |
|  |                         |              | Daniel Sánchez   | 3/64/30/11       |                |               |  |  |            |            |  |  |        |        |
|  |                         |              |                  |                  | Eddy Merckx    | 2/50/30/8     |  |  |            |            |  |  |        |        |
|  | Jérémy Bury             | 1/36/31/7    |                  |                  | Eddy Merckx    | 2/50/30/8     |  |  |            |            |  |  |        |        |
|  | Jérémy Bury             | 1/36/31/7    |                  |                  |                |               |  |  |            |            |  |  |        |        |
|  | Eddy Merckx             | 3/51/32/5    |                  |                  |                |               |  |  |            |            |  |  |        |        |
|  | Eddy Merckx             | 3/51/32/5    | Daniel Sánchez   | 2/58/40/6        |                |               |  |  |            |            |  |  |        |        |
|  |                         |              | Daniel Sánchez   | 2/58/40/6        |                |               |  |  |            |            |  |  |        |        |
|  |                         |              |                  | Semih Saygıner   | 3/65/41/6      |               |  |  |            |            |  |  |        |        |
|  | Eddy Leppens            | 1/38/31/6    |                  | Semih Saygıner   | 3/65/41/6      |               |  |  |            |            |  |  |        |        |
|  | Eddy Leppens            | 1/38/31/6    |                  |                  |                |               |  |  |            |            |  |  |        |        |
|  | Jens Eggers             | 3/56/32/7    |                  |                  |                |               |  |  |            |            |  |  |        |        |
|  | Jens Eggers             | 3/56/32/7    | Jens Eggers      | 1/37/25/7        |                |               |  |  |            |            |  |  |        |        |
|  |                         |              | Jens Eggers      | 1/37/25/7        |                |               |  |  |            |            |  |  |        |        |
|  |                         |              |                  |                  | Semih Saygıner | 3/56/26/7     |  |  |            |            |  |  |        |        |
|  | Mikael Nilsson          | 1/47/32/6    |                  |                  | Semih Saygıner | 3/56/26/7     |  |  |            |            |  |  |        |        |
|  | Mikael Nilsson          | 1/47/32/6    |                  |                  |                |               |  |  |            |            |  |  |        |        |
|  | Semih Saygıner          | 3/52/33/8    |                  |                  |                |               |  |  |            |            |  |  |        |        |
|  | Semih Saygıner          | 3/52/33/8    | Semih Saygıner   | 2/58/32/?        |                |               |  |  |            |            |  |  |        |        |
|  |                         |              | Semih Saygıner   | 2/58/32/?        |                |               |  |  |            |            |  |  |        |        |
|  |                         |              |                  | Frédéric Caudron | 3/58/33/?      |               |  |  |            |            |  |  |        |        |
|  | Jean van Erp            | 3/45/30/6    |                  | Frédéric Caudron | 3/58/33/?      |               |  |  |            |            |  |  |        |        |
|  | Jean van Erp            | 3/45/30/6    |                  |                  |                |               |  |  |            |            |  |  |        |        |
|  | Ivo Gazdos              | 0/19/28/8    |                  |                  |                |               |  |  |            |            |  |  |        |        |
|  | Ivo Gazdos              | 0/19/28/8    | Jean van Erp     | 2/49/40/12       |                |               |  |  |            |            |  |  |        |        |
|  |                         |              | Jean van Erp     | 2/49/40/12       |                |               |  |  |            |            |  |  |        |        |
|  |                         |              |                  |                  | Dick Jaspers   | 3/62/41/7     |  |  |            |            |  |  |        |        |
|  | Filipos Kasidokostas    | 2/61/40/15   |                  |                  | Dick Jaspers   | 3/62/41/7     |  |  |            |            |  |  |        |        |
|  | Filipos Kasidokostas    | 2/61/40/15   |                  |                  |                |               |  |  |            |            |  |  |        |        |
|  | Dick Jaspers            | 3/55/40/5    |                  |                  |                |               |  |  |            |            |  |  |        |        |
|  | Dick Jaspers            | 3/55/40/5    | Dick Jaspers     | 1/50/27/14       |                |               |  |  |            |            |  |  |        |        |
|  |                         |              | Dick Jaspers     | 1/50/27/14       |                |               |  |  |            |            |  |  |        |        |
|  |                         |              |                  | Frédéric Caudron | 3/48/28/10     |               |  |  |            |            |  |  |        |        |
|  | Frédéric Caudron        | 3/45/31/7    |                  | Frédéric Caudron | 3/48/28/10     |               |  |  |            |            |  |  |        |        |
|  | Frédéric Caudron        | 3/45/31/7    |                  |                  |                |               |  |  |            |            |  |  |        |        |
|  | Carlos Crespo           | 0/36/29/6    |                  |                  |                |               |  |  |            |            |  |  |        |        |
|  | Carlos Crespo           | 0/36/29/6    | Frédéric Caudron | 3/58/25/9        |                |               |  |  |            |            |  |  |        |        |
|  |                         |              | Frédéric Caudron | 3/58/25/9        |                |               |  |  |            |            |  |  |        |        |
|  |                         |              |                  |                  | Brian Knudsen  | 2/48/25/12    |  |  |            |            |  |  |        |        |
|  | Marco Zanetti           | 1/33/39/3    |                  |                  | Brian Knudsen  | 2/48/25/12    |  |  |            |            |  |  |        |        |
|  | Marco Zanetti           | 1/33/39/3    |                  |                  |                |               |  |  |            |            |  |  |        |        |
|  | Brian Knudsen           | 3/56/40/7    |                  |                  |                |               |  |  |            |            |  |  |        |        |

## Abschlusstabelle
| Endklassement   | Endklassement | Endklassement           | Endklassement | Endklassement | Endklassement | Endklassement | Endklassement | Endklassement | Endklassement | Endklassement |
| Phase           | Platz         | Name                    | MP            | SV            | Pkt.          | Aufn.         | GD            | BED           | BSD           | HS            |
| --------------- | ------------- | ----------------------- | ------------- | ------------- | ------------- | ------------- | ------------- | ------------- | ------------- | ------------- |
| Finale          | 1             | Frédéric Caudron        | 14:0          | 18:7          | 308           | 159           | 1,937         | 2,533         | 3,750         | 10            |
| Finale          | 2             | Semih Saygıner          | 12:2          | 17:7          | 321           | 167           | 1,922         | 2,727         | 3,750         | 11            |
| Halb- finale    | 3             | Daniel Sánchez          | 10:2          | 14:7          | 280           | 158           | 1,772         | 2,307         | 7,500         | 11            |
| Halb- finale    | 3             | Dick Jaspers            | 8:4           | 11:9          | 248           | 146           | 1,698         | 2,500         | 3,750         | 14            |
| Viertel- finale | 5             | Jean van Erp            | 8:2           | 11:3          | 184           | 134           | 1,373         | 1,875         | 3,000         | 12            |
| Viertel- finale | 6             | Brian Knudsen           | 8:2           | 11:4          | 194           | 118           | 1,644         | 3,750         | 15,000        | 15            |
| Viertel- finale | 7             | Jens Eggers             | 8:2           | 10:6          | 196           | 148           | 1,324         | 1,750         | 3,000         | 7             |
| Viertel- finale | 8             | Eddy Merckx             | 6:4           | 10:7          | 202           | 129           | 1,565         | 2,055         | 2,500         | 8             |
| Achtel- finale  | 9             | Filipos Kasidokostas    | 6:2           | 8:4           | 157           | 104           | 1,509         | 2,000         | 7,500         | 15            |
| Achtel- finale  | 10            | Jérémy Bury             | 6:2           | 7:4           | 135           | 93            | 1,456         | 1,764         | 2,500         | 7             |
| Achtel- finale  | 11            | Eddy Leppens            | 4:4           | 6:5           | 129           | 82            | 1,573         | 2,307         | 2,500         | 8             |
| Achtel- finale  | 12            | Kostas Papakonstantinou | 4:4           | 6:6           | 143           | 110           | 1,300         | 1,764         | 1,875         | 9             |
| Achtel- finale  | 13            | Carlos Crespo           | 4:4           | 5:5           | 117           | 93            | 1,258         | 1,500         | 1,666         | 7             |
| Achtel- finale  | 14            | Marco Zanetti           | 4:4           | 5:6           | 125           | 102           | 1,225         | 2,055         | 3,000         | 6             |
| Achtel- finale  | 15            | Ivo Gazdos              | 4:4           | 4:5           | 105           | 104           | 1,009         | 1,250         | 1,500         | 8             |
| Achtel- finale  | 16            | Mikael Nilsson          | 4:4           | 5:7           | 142           | 114           | 1,245         | 1,642         | 3,000         | 11            |
| Gruppen- phase  | 17            | Nikos Polychronopoulos  | 2:4           | 3:4           | 86            | 60            | 1,433         | 1,500         | 2,500         | 8             |
| Gruppen- phase  | 18            | Torbjörn Blomdahl       | 2:4           | 5:4           | 113           | 99            | 1,141         | 1,153         | 1,875         | 8             |
| Gruppen- phase  | 19            | Adnan Yüksel            | 2:4           | 3:5           | 77            | 48            | 1,604         | 1,869         | 7,500         | 11            |
| Gruppen- phase  | 20            | Dion Nelin              | 2:4           | 3:5           | 81            | 66            | 1,227         | 1,321         | 2,500         | 9             |
| Gruppen- phase  | 21            | Murat Naci Çoklu        | 2:4           | 3:5           | 92            | 88            | 1,045         | 1,000         | 2,142         | 8             |
| Gruppen- phase  | 22            | Yilmaz Özcan            | 2:4           | 2:4           | 69            | 51            | 1,352         | 2,000         | 2,500         | 7             |
| Gruppen- phase  | 23            | Jean Paul de Bruijn     | 2:4           | 2:4           | 59            | 53            | 1,113         | 1,111         | 1,363         | 7             |
| Gruppen- phase  | 24            | Ihab El Messery         | 2:4           | 2:5           | 55            | 56            | 0,982         | 1,029         | 1,500         | 6             |
| Gruppen- phase  | 25            | Paulo Andrade           | 0:6           | 2:6           | 68            | 91            | 0,747         | –             | 1,500         | 6             |
| Gruppen- phase  | 26            | Tayfun Taşdemir         | 0:6           | 1:6           | 64            | 52            | 1,230         | –             | 5,000         | 8             |
| Gruppen- phase  | 27            | Antonio Oddo            | 0:6           | 1:6           | 59            | 57            | 1,035         | –             | 1,666         | 5             |
| Gruppen- phase  | 28            | Andreas Kronlachner     | 0:6           | 1:6           | 73            | 73            | 1,000         | –             | 1,875         | 6             |
| Gruppen- phase  | 29            | Tonny Carlsen           | 0:6           | 1:6           | 53            | 62            | 0,854         | –             | 1,000         | 9             |
| Gruppen- phase  | 30            | Ramon Hamm              | 0:6           | 1:6           | 58            | 85            | 0,682         | –             | 1,000         | 6             |
| Gruppen- phase  | 31            | Balázs Léb              | 0:6           | 0:6           | 48            | 57            | 0,842         | –             | –             | 5             |
| Gruppen- phase  | 32            | Nalle Olson             | 0:6           | 0:6           | 42            | 52            | 0,807         | –             | –             | 5             |
| Gruppen- phase  | 33            | Shai Eisenberg          | 0:6           | 0:6           | 37            | 123           | 0,300         | –             | –             | 3             |